# Užovka černá
Užovka černá (Pantherophis obsoletus) je had z čeledi užovkovití (Colubridae) a rodu Pantherophis. Druh, který se dále dělí na čtyři poddruhy, popsal Thomas Say v roce 1823.

## Výskyt
Tento druh se vyskytuje ve středovýchodních regionech USA a v jižní Kanadě. Jde o druh listnatých lesů, zalesněných kaňonů, bažinatých oblastí, skalnatých lesnatých vrchovin, ale i lidmi pozměněných stanovišť. Užovky se často pohybují přímo na stromech, dovedou také plavat.

## Popis a chování
Užovka černá měří 1,07–1,83 m, průměr těla je asi 3,8 cm. Tělo je štíhlé, hlava klínovitá. Šupiny vytvářejí na těle ostré hrany a pomáhají hadovi při šplhání. Kůže může mít širokou škálu barev. Druh není jedovatý, svou kořist zabijí tak, že ji obtočí svým tělem, a tak ji zadusí. Mezi oblíbenou potravu patří různí hlodavci, jako například potkani nebo myši, loví také drobné ptáky a plazy. Rozmnožování probíhá v dubnu až červnu, protože od března se hadi začnou probouzet z předchozího zimního spánku. Samci vábí samice, jež vniknou do jejich teritoria, pomocí feromonů. Po pěti týdnech od kopulace samice naklade 12–20 vajec, z nichž se po 65–70 dnech vylíhnou mladá háďata.

## Ohrožení
Nejsou známy žádné významné hrozby pro tento druh a populace je stabilní, ačkoli místy může být ohrožována masivním odlesňováním. Užovka černá se zároveň hojně vyskytuje v chráněných oblastech, proto patří dle IUCN mezi málo dotčené druhy. Jde o pro člověka užitečné zvíře, protože loví škodlivé hlodavce na farmách.

## Synonyma
- Coluber obsoletus, Say, 1823
- Elaphe obsoleta, Say, 1823
- Georgia obsoleta, Baird & Girard, 1853
- Elaphe obsoleta decekerti
- Elaphe obsoleta deckerti
- Pituophis obsoletus
- Scotophis obsoletus[2]

## Poddruhy
Uznány byly čtyři poddruhy užovky černé:
- Pantherophis obsoletus obsoletus, Say, 1823
- Pantherophis obsoletus quadrivittatus, Holbrook, 1836
- Pantherophis obsoletus lindheimerii, Baird & Girard, 1853
- Pantherophis obsoletus rossalleni, Neill, 1949
- Pantherophis obsoletus williamsii , Neill, 1949